# PC Kid 2
 (mars 2020).
Si vous disposez d'ouvrages ou d'articles de référence ou si vous connaissez des sites web de qualité traitant du thème abordé ici, merci de compléter l'article en donnant les références utiles à sa vérifiabilité et en les liant à la section « Notes et références ».
PC Kid 2 (PC原人2, PC Genjin 2), aussi nommé Bonk's Revenge aux États-Unis, est un jeu de plates-formes 2D publié sur PC-Engine en 1991 par Red Company pour Hudson Soft et sous licence de NEC. Le jeu a été porté plus tard (avec quelques changements) sur Game Boy, tandis que la version originale est publiée sur la console virtuelle de la Wii. C'est le deuxième titre de la série PC Kid.

## Système de jeu
Dans cet épisode, l'homme des cavernes à la grosse tête est à la recherche de la moitié de la lune qui a été volée par le méchant King Drool. Les multiples niveaux contiennent plusieurs zones spécifiques et très variées, qui vont du niveau dans les nuages aux grottes en passant par un niveau aquatique. Comme dans la plupart des jeux de plates-formes, Bonk a plusieurs capacités : le bouton A pour sauter, le bouton B pour faire un "bonk", un coup de tête en avant qui inflige un coup mortel à la plupart des ennemis ; un combo A + B provoque un coup plus puissant tuant les ennemis sur lesquels Bonk atterrit, accompagné ou non d'une onde de choc destructrice. En appuyant plusieurs fois sur le bouton B lorsque Bonk est dans les airs, il pivote sur lui-même et plane, ce qui permet des sauts et des atterrissages contrôlés. Bonk peut aussi utiliser sa grande bouche pour s'accrocher à des surfaces et les escalader.
La santé de Bonk est représentée par des récipients à cœur, semblables à ceux des jeux de la série Zelda. Des dégâts feront perdre à Bonk une certaine quantité de portions, mais les cœurs pourront à nouveau être remplis avec des fruits. Bonk peut aussi récolter des récipients vides qui en augmentent le nombre total. Ceci est utile pour augmenter la santé de Bonk tandis que le jeu devient plus difficile. On trouve aussi des smileys, semblables aux pièces de monnaie de la série Mario. Ceux-ci offrent une vie supplémentaire lorsqu'on en rassemble cent. On peut aussi gagner une vie de plus en ramassant une petite figurine à l'effigie de Bonk.

## Power-ups
Une caractéristique de la série des PC Kid est la capacité qu'a le personnage d'évoluer et de prendre diverses formes en mangeant certains produits. Par exemple, Bonk se transforme en Bonk Nucléaire en dévorant un petit morceau de viande. Quand il donne un coup de tête, il fait apparaître un nuage nucléaire qui gèle les ennemis à son contact. Quand il tourne sur lui-même et plane, il est entouré d'un nuage nucléaire. Quand il atterrit sur sa tête, il gèle tous les ennemis présents à l'écran. En mangeant un gros morceau de viande ou un second petit morceau à l'état de Bonk Nucléaire, il se transforme en Bonk Butthead. Sous cette forme, sa tête ressemble littéralement à un arrière-train, d'où le nom. Il peut alors cracher du feu qui détruit n'importe quel ennemi à portée de tir. Une fois en l'air, il est entouré de feu et quand il atterrit sur la tête, il endommage tous les ennemis et les anéantit souvent instantanément.